# Scott Fox
Pour les articles homonymes, voir Fox.
Scott Fox, est un footballeur écossais, né le 28 juin 1987 à Bellshill en Écosse. Il évolue actuellement au Ross County FC comme gardien de but.

## Biographie
Le 29 mai 2015, il rejoint Ross County FC.

## Palmarès
- Partick Thistle
- Championnat d'Écosse de football D2
  - Vainqueur (1): 2013
- Ross County
- Championnat d'Écosse de football D2
  - Vainqueur (1) : 2019

### Distinctions personnelles
- Membre de l'équipe-type de Scottish Championship en 2013 et 2019[1].